# 피터 웨스트브룩
피터 조너선 웨스트브룩(영어: Peter Jonathan Westbrook, 1952년 7월 27일~2024년 11월 29일)은 미국의 펜싱 선수, 지도자, 체육행정인로 주 종목은 사브르이다. 그는 미국 국가대표 선수로서 올림픽에 5회 참가했고 1984년 하계 올림픽에서 남자 사브르 개인전 동메달을 획득했다. 또한 팬아메리칸 게임에 6회 참가하여 금메달 3개, 은메달 7개, 동메달 1개를 획득했다.
현역 은퇴 후 뉴욕의 소외 계층 청소년들에게 펜싱을 보급하여 생활과 학업을 지원하는 피터 웨스트브룩 재단(PWF)을 설립하고 운영을 맡았다. 이후 2024년 11월에 간암으로 인해 투병 중 사망했다.